# Bad Bevensen
Bad Bevensen é uma cidade da Alemanha localizada no distrito de Uelzen, estado da Baixa Saxônia.
Pertence ao Samtgemeinde de Bevensen.
A localidade de Jastorf, situada a cerca de três quilômetros ao sul do centro da cidade, é o sítio de um cemitério da Idade do Ferro que deu o nome à cultura de Jastorf.